# Tàu điện ngầm Quảng Châu
Tàu điện ngầm Quảng Châu (tiếng Trung: 广州 地铁, Hán Việt: Quảng Châu địa thiết) là hệ thống tàu điện ngầm của thành phố Quảng Châu thủ phủ tỉnh Quảng Đông, Trung Quốc. Nó được điều hành bởi Tổng công ty Metro Quảng Châu thuộc quốc doanh và là hệ thống tàu điện ngầm thứ tư sẽ được xây dựng ở Trung Quốc, sau Bắc Kinh, Thiên Tân và Thượng Hải.
Những nỗ lực đầu tiên chuẩn bị cho một dự án xây dựng một hệ thống vận tải ngầm nhanh chóng ở Quảng Châu bắt đầu vào năm 1960. Trong hai thập kỷ sau đó, dự án đã 5 lần được đưa vào chương trình nghị sự, nhưng cuối cùng lại bị bỏ rơi mỗi lần do những khó khăn tài chính và kỹ thuật  Công tác chuẩn bị cho công trình tàu điện ngầm ngày nay của Quảng Châu Metro đã không bắt đầu cho đến năm 1980, và mãi đến năm 1993 mới xây dựng tuyến đầu tiên, đường số 1, chính thức bắt đầu. Tuyến số 1 đã được khai trương vào năm 1997 với 4 nhà ga.
Tính đến tháng 11 năm 2010, metro Quảng Châu đã có 8 tuyến đang hoạt động, cụ thể là các tuyến số 1, số 2, 3, 4, 5, 8, tuyến Guangfo và Zhujiang New Town APM. Một phần lớn của các dịch vụ hệ thống tàu điện ngầm khu vực đô thị của thành phố, trong khi tuyến số 2, 3, 4 cũng chạy vào khu vực ngoại thành ở Huadu, quận Bạch Vân, Phiên Ngung và Nam Sa; tuyến Guangfo kết nối Quảng Châu và Phật Sơn và là tuyến liên tỉnh đầu tiên dưới lòng đất đường tàu điện ngầm ở Trung Quốc  hàng ngày giờ dịch vụ bắt đầu. lúc 6:00 sáng và kết thúc vào nửa đêm, và trung bình 4.290.000 lượt hành khách. Có 675.000.000 lượt hành khách trong năm 2009, Quảng Châu Metro là một trong những hệ thống tàu điện ngầm bận rộn nhất trên thế giới.
Hệ thống metro Quảng Châu có 144 nhà ga, trong đó có 14 trạm trao đổi, và km 236 track. Việc mở rộng hàng loạt mạng lưới tàu điện ngầm đã được lên kế hoạch cho các thập kỷ 2011-2020. Hai tuyến mới, tuyến 6 và tuyến 9, và mở rộng của tuyến Guangfo đã được xây dựng và dự kiến hoàn thành trước năm 2015. Tổng công suất hoạt động dự kiến vượt quá 600 km vào năm 2020

## Tuyến
|         |                                                             |                                                               |        |                  |              |           |                          |                 |
| Tuyến   | Ga cuối (Khu)                                               | Ga cuối (Khu)                                                 | Mở cửa | Gia hạn mới nhất | Chiều dài km | Số nhà ga | Depots/ Stabling Sidings | Đơn vị vận hành |
| 1       | Bản mẫu:GZM stations (Liwan)                                | Bản mẫu:GZM stations (Tianhe)                                 | 1997   | 1999             | 18.5         | 16        | Xilang                   |                 |
| 2       | Bản mẫu:GZM stations (Panyu)                                | Bản mẫu:GZM stations (Baiyun)                                 | 2002   | 2010             | 31.8         | 24        | Jiahe/Dazhou             |                 |
| 3       | Bản mẫu:GZM stations (Panyu)                                | Bản mẫu:GZM stations (Huadu) Bản mẫu:GZM stations (Tianhe)    | 2005   | 2018             | 68.5         | 30        | Jiahe/Xiajiao            |                 |
| 4       | Bản mẫu:GZM stations (Nansha)                               | Bản mẫu:GZM stations (Tianhe)                                 | 2005   | 2017             | 60.0         | 23        | Xinzao                   |                 |
| 5       | Bản mẫu:GZM stations (Liwan)                                | Bản mẫu:GZM stations (Huangpu)                                | 2009   | —                | 31.9         | 24        | Yuzhu                    |                 |
| 6       | Bản mẫu:GZM stations (Baiyun)                               | Bản mẫu:GZM stations (Huangpu)                                | 2013   | 2016             | 41.7         | 31        | Xunfenggang/Luogang      |                 |
| 7       | Bản mẫu:GZM stations (Panyu)                                | Bản mẫu:GZM stations (Panyu)                                  | 2016   | —                | 18.6         | 9         | Dazhou                   |                 |
| 8       | Bản mẫu:GZM stations (Haizhu)                               | Bản mẫu:GZM stations (Haizhu)                                 | 2003   | 2010             | 15.0         | 13        | Chisha                   |                 |
| 9       | Bản mẫu:GZM stations (Huadu)                                | Bản mẫu:GZM stations (Baiyun)                                 | 2017   | —                | 20.1         | 11        | Qishan                   |                 |
| 13      | Bản mẫu:GZM stations (Huangpu)                              | Bản mẫu:GZM stations (Zengcheng)                              | 2017   | —                | 28.3         | 11        | Yuzhu/Guanhu             |                 |
| 14      | Bản mẫu:GZM stations (Baiyun) Bản mẫu:GZM stations (Baiyun) | Bản mẫu:GZM stations (Conghua) Bản mẫu:GZM stations (Huangpu) | 2017   | 2018             | 75.4         | 22        | Shihu/Zhenlong/Dengcun   |                 |
| 21      | Bản mẫu:GZM stations (Huangpu)                              | Bản mẫu:GZM stations (Zengcheng)                              | 2018   | —                | 26.2         | 9         | Zhenlong/Xiangling       |                 |
| APM     | Bản mẫu:GZM stations (Haizhu)                               | Bản mẫu:GZM stations (Tianhe)                                 | 2010   | —                | 4.0          | 9         | Chigang Pagoda           |                 |
| Guangfo | Bản mẫu:GZM stations (Shunde, Foshan)                       | Bản mẫu:GZM stations (Haizhu)                                 | 2010   | 2018             | 39.6         | 25        | Xianan                   |                 |
| Total   | Total                                                       | Total                                                         | Total  | Total            | 478          | 232       |                          |                 |